# Notsé
Notsé este un oraș din Togo. Este reședința prefecturii Hohe din cadrul regiunii Plateaux.